# Usť-Něra
Usť-Něra (rusky Усть-Нера) je nevelké město (oficiálně sídlo městského typu) v republice Sacha na Dálném východě v Rusku. Leží na řece Indigirka asi 5 240 km severovýchodně od hlavního města Moskvy (vzdušnou čarou) a 580 km od Ochotského moře. Je sídlem Ojmjakonského rajónu, v němž byla naměřena nejnižší teplota vzduchu na severní polokouli.
V Usť-Něře funguje malé letiště a prochází tudy dlouhá silnice Kolyma. V městečku žije přes 6 tis. obyvatel, jejichž počet výrazně klesá. Nachází se zde také památník a muzeum místního gulagu Indigirlag, ve kterém přišlo o život stovky lidí.